# Německá agrární strana (Rakousko)
Německá agrární strana (německy Deutsche Agrarpartei) byla německá agrární politická strana v Rakousku-Uhersku, aktivní především v českých zemích.

## Historie
Zatímco čeští rolníci v Čechách zakládali od počátku 90. let 19. století vlastní zemědělské strany (viz Českoslovanská strana agrární), německy mluvící političtí představitelé rolnictva se ještě dlouho organizovali v rámci existujících německých stran, především Německé lidové strany, Německé pokrokové strany a Všeněmeckého sjednocení. Kromě toho existovaly starší zájmové organizace, jako například Německý ústřední zemědělský svaz, Svaz německých zemědělců v Čechách nebo Německo-rakouský rolnický svaz z Českých Budějovic, které byly založeny v roce 1898. V roce 1901 založili němečtí pokrokoví poslanci Franz Peschka a Martin Soukup v Říšské radě frakci Německá selská strana, která byla zastoupena i na českém sněmu. Zde však existovala v rámci Německé pokrokové strany. V roce 1902 byl následně vytvořen Německo-rolnický pracovní výbor pro Čechy, v němž poslanci Říšské rady i Českého zemského sněmu koordinovali politickou práci pro rolnictvo. Na jaře 1905, v důsledku ukončení českých obstrukcí v Říšské radě a německých obstrukcí v českém zemském sněmu, vytvořilo nakonec 17 německo-liberálních nebo německo-nacionálních poslanců ze všech německých klubů českého zemského sněmu Německou agrární stranu. Agrární strana se tak stala druhou nejsilnější německou parlamentní skupinou v českém zemském sněmu. Také v Říšské radě se frakci rolnické strany podařilo do jara 1906 zvýšit počet poslanců na osm. Již ve volbách do Říšské rady v roce 1907 získala agrární strana 16 mandátů, čímž se stala nejsilnější německou stranou v Čechách, která se vyrovnala sociálním demokratům. Kromě toho zde byl asi tucet poslanců z Moravy, Slezska a Korutan. V českých zemských volbách 1908 obdržela strana nejvyšší počet hlasů z německých uskupení. Ve volbách do Říšské rady v roce 1911 bylo dosaženo 32 mandátů. Po první světové válce na stranu v českých zemích navázal Německý svaz zemědělců.

## Volební výsledky

### Říšská rada
| Volby | Hlasy   | Hlasy | Mandáty | Mandáty | Pozice |
| Volby | Abs.    | %     | Abs.    | ±       | Pozice |
| ----- | ------- | ----- | ------- | ------- | ------ |
| 1907  | 132 978 | 2,9   | 19/516  | ▲19     | ▲9.    |
| 1911  | 106 548 | 2,4   | 22/516  | ▲3      | ▲7.    |

### Český zemský sněm
| Volby | Hlasy  | Hlasy | Mandáty | Mandáty | Pozice |
| Volby | Abs.   | %     | Abs.    | ±       | Pozice |
| ----- | ------ | ----- | ------- | ------- | ------ |
| 1901  | 5 116  | 2,1   | 3/242   | ▲3      | ▲10.   |
| 1908  | 31 906 | 8,0   | 15/242  | ▲12     | ▲6.    |